# یاسر ابومصطفی
یاسر ابومصطفی (انگلیسی: Yaser Abu-Mostafa؛ زادهٔ ۳ مارس ۱۹۵۷) دانشمند در زمینه علوم رایانه اهل مصر و ایالات متحده آمریکا است. وی مدرک کارشناسی خود را در سال ۱۹۷۹ از دانشگاه قاهره، کارشناسی ارشد را از موسسه فناوری جورجیا در سال ۱۹۸۱ و دکتری را از موسسه فناوری کالیفرنیا در سال ۱۹۸۳ دریافت کرده است.